# Hamal

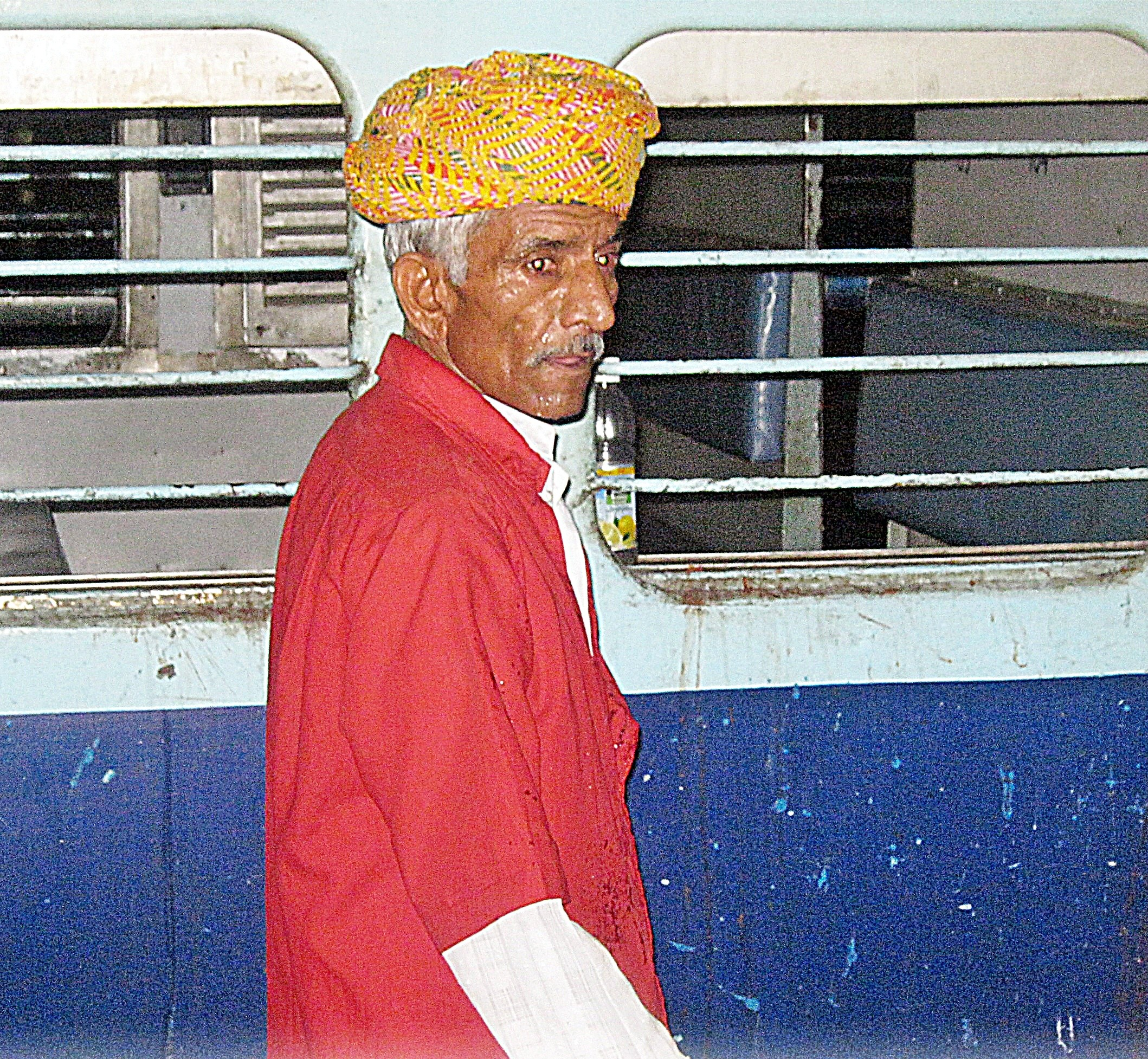
Hamal

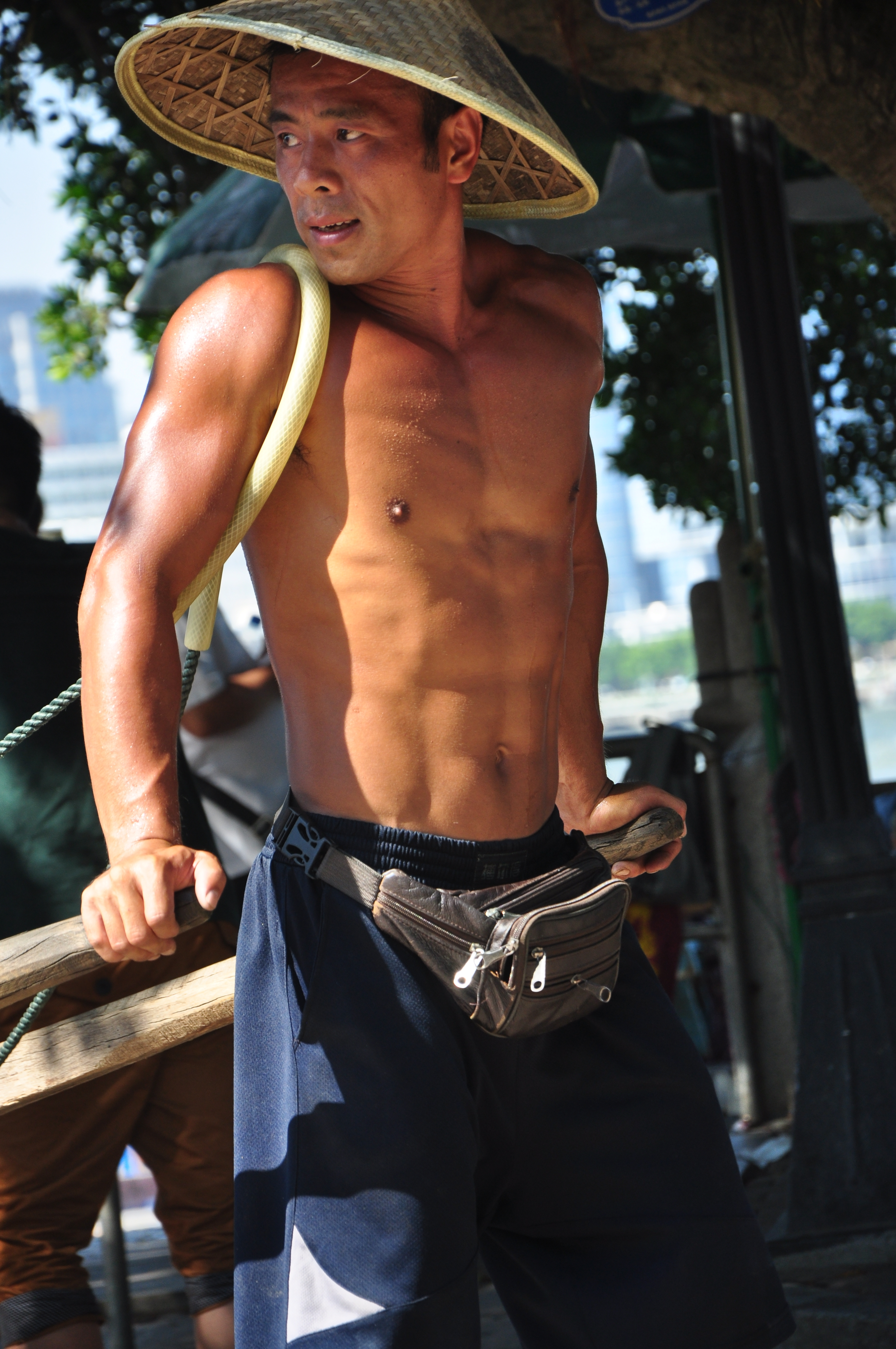
Un hamal în China, 2013.

Un hamal este o persoană care transportă poveri în porturi sau în gări. Gama de servicii efectuate de către hamali este vastă, de la transportarea bagajelor la bordul unui tren (un hamal de cale ferată) până la purtarea unor poveri grele la înălțime în condiții meteorologice nefavorabile în expedițiile alpiniștilor întinse pe mai multe luni.

## Istoric

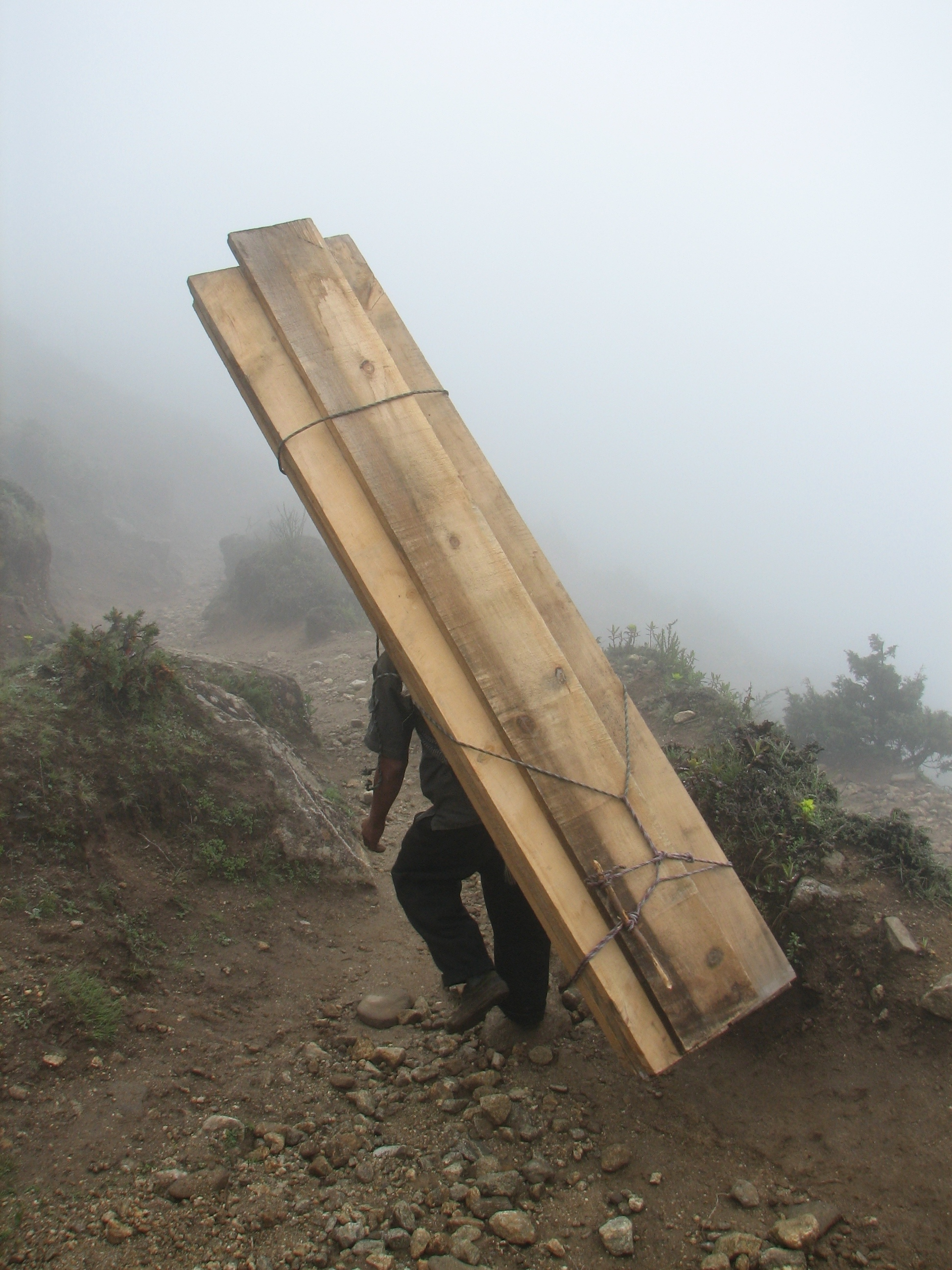
Șerpaș care transportă cherestea în Himalaya, în apropiere de Muntele Everest

Flexibilitatea și adaptabilitatea oamenilor au condus la utilizarea lor încă din cele mai vechi timpuri pentru transportarea echipamentului. Hamalii au fost folosiți frecvent ca animale de povară în lumea antică, atunci când munca era în general ieftină și era efectuată în principal de sclavi. Vechii sumerieni foloseau sclave femei, de exemplu, pentru transportarea lânii și inului.
În cele două Americi, unde erau puține animale de povară, toate poverile erau purtate de hamali numiți Tlamemes în limba Nahuatl din Mesoamerica. În epocile coloniale, în unele zone din Anzi erau angajați hamali numiți silleros pentru a transporta persoane, în special europeni, precum și bagajele lor prin trecătorile montane dificil de străbătut. Hamalii serveau în unele zone ale globului, mai ales în Orient, ca purtători de lectici, mai ales în orașele aglomerate.
Multe lucrări mari de inginerie au fost realizate exclusiv cu forță de muncă umană care împingeau roabe și vagoneți; hamalii lucrau la realizarea terasamentelor, cărând manual pământ, pietre sau cărămizi în coșuri amplasate în spatele lor.

## Astăzi
Hamalii sunt încă plătiți pentru cărarea poverilor în multe țări din lumea a treia unde mijloacele motorizate de transport nu sunt practice sau disponibile, de multe ori alături de animale de povară.
Practica hamalilor de cale ferată care poartă caschete de culoare roșie pentru a se deosebi de personalul feroviar care poartă caschete albastre datează din Ziua Muncii a anului 1890 când un hamal afro-american a decis să iasă în evidență în mulțimea adunată în Grand Central Terminal din New York. Această tactică a prins imediat, fiind preluată și de alți hamali în activitățile lor.